# Вулиця Валова, 11 (Львів)

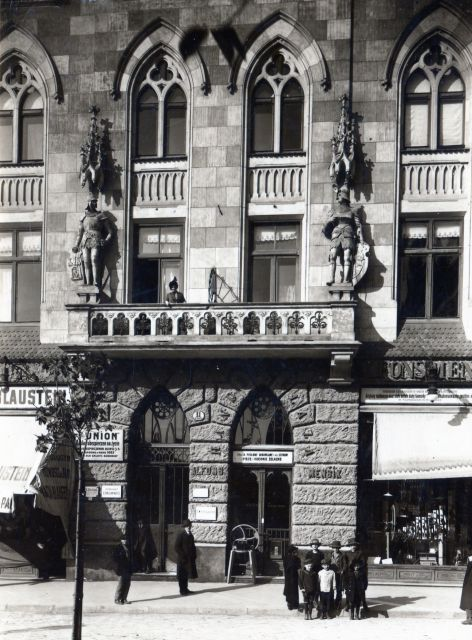
Кам'яниця на Валовій 11. Фото невідомого автора виконане бл. 1913 р.

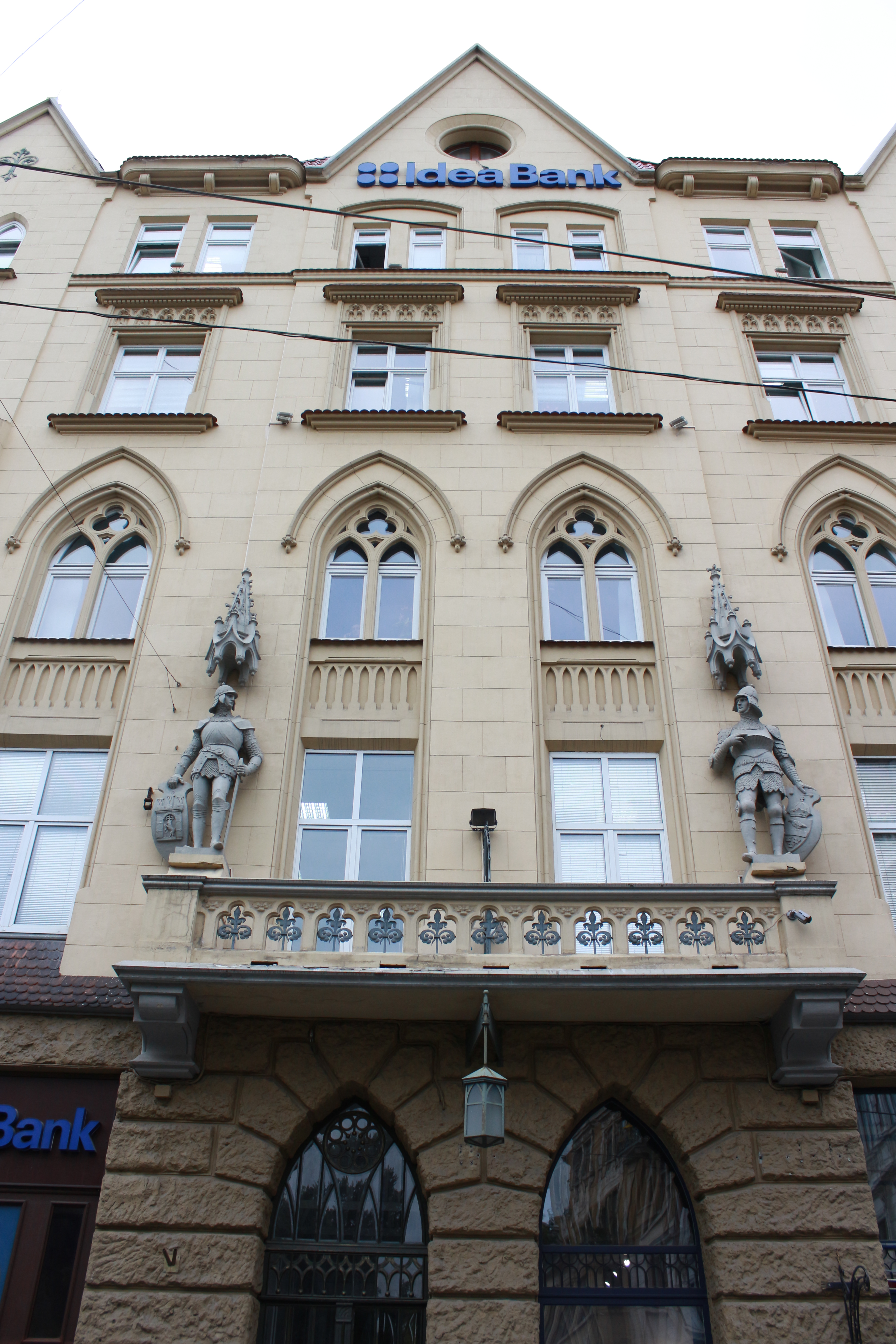
Кам'яниця на Валовій 11

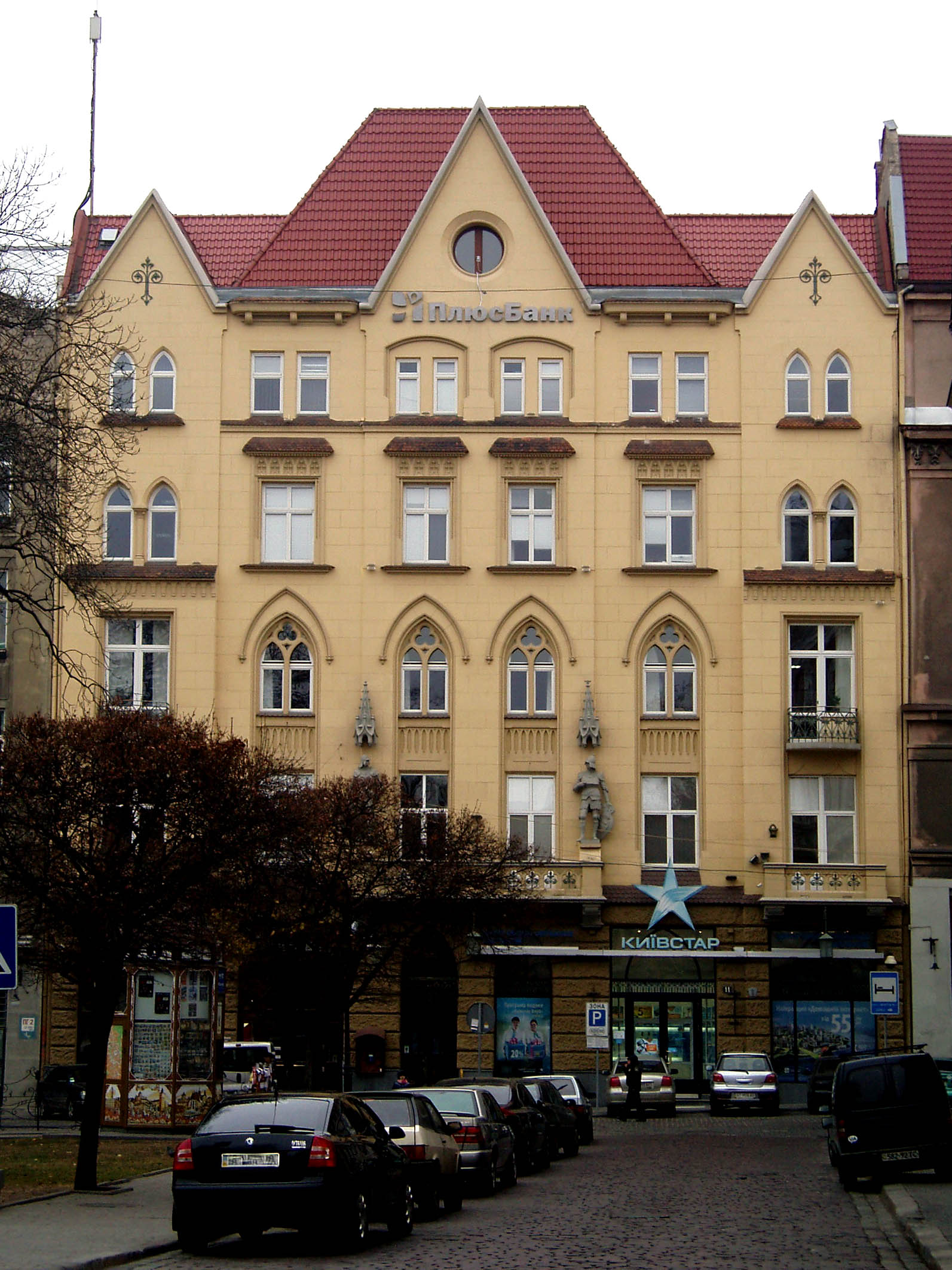
Кам'яниця на Валовій 11

Будинок на Валовій 11 — розташований у Галицькому районі Львова, поблизу колишнього середмістя. 

## Опис
Кам'яницю № 11 по вулиці Валовій споруджено у 1910 р. на замовлення Берл і Сабіна Фінклерів за проектом архітектора Артура Шлеєна для страхової компанії «American Union». Тепер у будинку розташоване головне відділення ПАТ «Ідея Банк».

## Історія
Первісну кам'яницю № 11 на вул. Валовій було споруджено після ліквідації Галицької брами на місці давнього міського муру, вона існувала вже близько 1850 р. У 1880-х  рр. ряд застарілих будинків площі Галицької було розібрано, вулиця Валова стала продовженням площі Галицької, непрезентабельні будівлі Валової також підлягли перебудовам.
У 1910 р. архітектор Артур Шлеєн збудував неоготичну кам'яницю на замовлення власників ділянки, родини Фінклерів.
Своєрідною візитівкою кам'яниці є її архітектурний декор роботи скульптора Тадеуша Блотницького — скульптури середньовічних лицарів із щитами, на яких містяться герби земель Галичини, Волині та герб міста Львова.
В різні часи в будинку діяли різноманітні торгові, фінансові установи, бюро та редакції періодичних видань. В будинку розміщувалися адвокатське бюро Леона Райха, крамниці товарів для жінок та виробів із заліза, механічна майстерня «Континент» Юліана Ломаги, Акційний галицький купецький банк. Певний час в будівлі знаходилося Консульство Аргентинської Республіки у Львові. В радянські часи — перукарня, а опісля один з найбільших комісійних магазинів Львова та ательє індивідуального пошиву одягу «Лілея». Пізніше, в 1990-х рр., автомобільний салон та салон мобільного зв'язку «Київстар». До 2010 р. в будинку містився офіс центру обслуговування абонентів компанії «Київстар».
Тепер в будинку розташовано офіс та головне відділення «Плюс Банку» (від жовтня 2011 р. — ПАТ «Ідея Банк»).
2 грудня 2010 р. було відзначено столітній ювілей з дня завершення будівництва кам’яниці на вул. Валовій, 11. У програмі святкувань львів’ян та гостей міста частували солодощами, гарячим пивом і розважали вікторинами та концертом.